# Banato (1941–1944)
O Banato (em alemão: Banat) foi uma entidade política estabelecida em 1941 após a ocupação e partição da Iugoslávia pelas potências do Eixo na região histórica do Banato. Estava formalmente sob o controle do governo fantoche alemão, o Governo de Salvação Nacional da Sérvia em Belgrado, que teoricamente tinha jurisdição limitada sobre todo o Território do Comandante Militar na Sérvia[a], mas todo o poder dentro do Banato estava nas mãos da minoria local de alemães étnicos (Volksdeutsche). O comissário civil regional e chefe da minoria étnica alemã era Josef Lapp.  Após a expulsão das forças do Eixo em 1944, esta região governada pela Alemanha foi dissolvida e a maior parte do seu território foi incluída na Voivodina, uma das duas províncias autônomas da Sérvia dentro da nova República Socialista Federativa da Iugoslávia. Havia planos de criar um estado-tampão maior no sul da Alemanha, que seria controlado pelos alemães étnicos que viviam na região, mas o Banato foi a única parte do plano que realmente foi realizada.

## História

### Planos alemães para o futuro
A população alemã local agitou-se para que o governo alemão estabelecesse um grande estado alemão nos vales do Danúbio e do Tisza, expressando aborrecimento pelo facto de as regiões de Bačka e Sírmia, no oeste, terem sido atribuídas à Hungria e à Croácia, respectivamente, após o colapso da Iugoslávia.  Apesar dos repetidos apelos pessoais a Adolf Hitler, eles foram rejeitados em seu objetivo. No interesse de manter laços políticos estreitos com os regimes húngaro e romeno, Berlim preferiu manter o Banato como uma potencial moeda de troca com esses países, ambos os quais desejavam anexar a área (ver também Grande Hungria e Grande Romênia).  Para evitar ofender qualquer um dos aliados, foi colocado dentro do Território do Comandante Militar na Sérvia.  Como isso teoricamente colocava o Banato sob o controle do governo fantoche de Nedić, os alemães ordenaram que o governo fantoche o proclamasse uma área administrativa separada sob um vice-governador étnico-alemão (Vice-Banus), que teria autoridade administrativa exclusiva da região. 
Os alemães do Banato usaram posteriormente todos os meios à sua disposição para fortalecer a sua posição em comparação com a de outras nacionalidades e para promover o desenvolvimento do sentimento nacional alemão através do estabelecimento de organizações para jovens e adultos e da criação do seu próprio sistema escolar.  Estas tentativas foram feitas para convencer as autoridades nazis da conveniência de criar um novo Gau na área do Danúbio e em partes da Transilvânia (Siebenbürgen), que chamaram provisoriamente de Prinz-Eugen Gau,  um objetivo nunca oficialmente apoiado pelo governo alemão em tempo de guerra. 
Os planos nazistas para o Território do Comandante Militar na Sérvia como um todo, no entanto, pretendiam que o país permanecesse sob alguma forma de controlo alemão permanente.  Acreditava-se que isso era necessário para garantir o domínio alemão sobre a bacia do Danúbio no sudeste da Europa, uma área economicamente vital, tendo em conta os objetivos de guerra da Alemanha para os territórios orientais que esperava conquistar na União Soviética.  Os planos alemães exigiam a reconstrução da cidade de Belgrado, estrategicamente localizada, como uma "cidade-fortaleza do Reich" (Reichsfestung Belgrad) para garantir o controle sobre os Portões de Ferro, povoados apenas por alemães.  A possível mudança de nome da cidade para Prinz-Eugen-Stadt também foi discutida. 

### Crimes de guerra contra judeus e ciganos
A região era governada pelo exército alemão. Os alemães instituíram medidas antijudaicas imediatamente após a invasão e ocupação alemã da Iugoslávia. A população judaica da cidade de Zrenjanin foi presa e enviada para o campo de concentração de Sajmište, perto de Belgrado, onde foi executada. Em setembro de 1941, houve um enforcamento em massa de civis sérvios e judeus antifascistas. Judeus também foram forçados a trabalhar em batalhões de trabalho forçado para as autoridades de ocupação alemãs. Em agosto de 1942, autoridades alemãs anunciaram que a área era judenrein, ou seja, "limpa de judeus".  Entre 1941 e 1944, numa localidade de Stratište, perto da aldeia de Jabuka, no Banato, mais de 10.000 sérvios (que eram principalmente de NDH), judeus e ciganos foram mortos pelas forças alemãs. 

### Divisão SS Prinz Eugen
Após a ocupação nazista da Iugoslávia ter sido estabelecida, a 7.ª Divisão Voluntária de Montanha SS Prinz Eugen foi formada por alemães iugoslavos (Volksdeutsche). A espinha dorsal da divisão era formada por alemães étnicos do próprio Banato, muitos dos quais eram ex-oficiais e suboficiais do Exército Real Iugoslavo ou até mesmo do exército dos Habsburgos. O núcleo da Divisão era formado pela Força de Proteção controlada pela SS ou Selbstschutz, composta por Volksdeutsche do Território do Comandante Militar na Sérvia. 
Após a corrida inicial dos Volksdeutsche para se juntarem, os alistamentos voluntários diminuíram gradualmente, e a nova unidade não atingiu o tamanho de uma divisão. Portanto, em agosto de 1941, a SS descartou a abordagem voluntária e, após um julgamento favorável do tribunal da SS em Belgrado, impôs uma obrigação militar obrigatória a todos os Volksdeutsche na Sérvia-Banato, a primeira do tipo para alemães não pertencentes ao Reich. 
Consequentemente, mais de 21.500 alemães étnicos do Território do Comandante Militar na Sérvia foram recrutados para a Waffen-SS. 
A equipe da Divisão Prinz Eugen estava sediada na cidade de Pančevo, no Banato. A divisão foi formada entre abril e outubro de 1942 e foi comandada pelo romeno Volksdeutsche SS Gruppenfuehrer e tenente-general da Waffen SS, Artur Phleps. Em 31 de dezembro de 1941, a divisão era composta por 21.102 homens. A Divisão Prinz Eugen SS foi implantada em toda a antiga Iugoslávia para reprimir os guerrilheiros iugoslavos, mas não obteve muito sucesso. Durante as campanhas, tornou-se famoso por represálias e atrocidades contra civis iugoslavos inocentes. A divisão foi formalmente acusada de cometer atrocidades contra prisioneiros de guerra e civis durante a Segunda Guerra Mundial nos Julgamentos de Crimes de Guerra de Nuremberg. 

### Destino pós-guerra dos alemães étnicos
No final da guerra, em retaliação, grupos de guerrilheiros se envolveram em massacres de alemães étnicos, principalmente na área da atual Voivodina. Vilarejos foram destruídos, com os habitantes mortos ou forçados a viver em campos de concentração, onde muitos morreram de fome ou doenças. O governo provisório do movimento partidário de Tito foi o AVNOJ (Conselho Antifascista para a Libertação Nacional da Iugoslávia). Em sua reunião em Belgrado, em 21 de novembro de 1944, decretou que todas as propriedades de alemães étnicos residentes na Iugoslávia fossem confiscadas. A cidadania iugoslava foi revogada, eles não tinham mais direitos civis e foram declarados inimigos do povo. Foram isentos os alemães étnicos que participaram do movimento partisan de libertação nacional e aqueles que não eram membros de sociedades étnicas alemãs, como a "Schwäbisch–Deutsche Kulturbund", nem se declararam membros da comunidade étnica alemã. 
Dos aproximadamente 524.000 alemães que viviam na Iugoslávia antes da guerra, cerca de 370.000 escaparam para a Alemanha nos últimos dias da guerra ou foram posteriormente expulsos pelo governo iugoslavo (em determinado momento, em janeiro de 1946, o governo iugoslavo solicitou permissão às autoridades militares dos EUA para transferir esses alemães étnicos para a zona da Alemanha ocupada pelos americanos, mas não foi concedida). Desse número, 30.000 a 40.000 escaparam dos campos de concentração e trabalho da Iugoslávia, muitas vezes com a conivência das autoridades, a maioria indo para a Hungria ou Romênia. Aqueles que foram para a Hungria, mais tarde fugiram ou foram expulsos para a Áustria ou Alemanha, enquanto aqueles que fugiram para a Romênia geralmente permaneceram, pelo menos provisoriamente, nas comunidades da Suábia no Banato romeno. Cerca de 55.000 pessoas morreram nos campos de concentração, outras 31.000 morreram servindo nas forças armadas alemãs e cerca de 31.000 desapareceram, provavelmente mortas, com outras 37.000 ainda desaparecidas. Assim, o total de vítimas da guerra e da limpeza étnica e dos assassinatos subsequentes constituíram cerca de 30% da população alemã pré-guerra. 
O censo sérvio de 2002 registra 3.901 alemães na Sérvia, dos quais 3.154 na província de Voivodina. Em dezembro de 2007, eles formaram seu próprio conselho minoritário em Novi Sad, ao qual tiveram direito mediante a obtenção de 3.000 assinaturas de eleitores. O presidente, Andreas Biegermeier, declarou que o conselho se concentrará na restituição de propriedades e na marcação de valas comuns e locais de acampamento. Ele estimou o número total de suábios do Danúbio restantes na Sérvia e seus descendentes em 5.000 a 8.000.  Em 2007, os Suábios do Banato formaram um conselho nacional. 

## População

### Grupos étnicos
De acordo com o censo de 1931, a população da região era de 585.579 pessoas, incluindo: 
- Sérvios = 261.123 (44,59%)
- Alemães = 120.541 (20,58%)
- Húngaros = 95.867 (16,37%)
- Romenos = 62.365 (10,65%)
- Eslovacos = 17.900 (3,06%)
- Croatas = 12.546 (2,14%)
- Outros = 15.237 (2,61%)

### Religião
Por religião, a população incluía (dados de 1931): 
- Cristãos Ortodoxos = 321.262 (56,71%)
- Católicos Romanos = 196.087 (34,62%)
- Protestantes = 37.179 (6,56%)
- Outros = 11.932 (2,11%)

## Número de vítimas
Durante a guerra, as tropas do Eixo alemão mataram 7.513 habitantes do Banato, incluindo: 
- 2.211 pessoas que foram mortas diretamente
- 1.294 pessoas que foram enviadas para campos de concentração e mortas lá
- 1.498 pessoas que foram enviadas para trabalhos forçados e mortas lá
- 152 pessoas que foram mobilizadas e posteriormente mortas
- 2.358 membros mortos do movimento de resistência

Do total de vítimas (excluindo membros do movimento de resistência), 4.010 eram homens, 631 eram mulheres, 243 eram idosos e 271 eram crianças. 
Nota: Esta lista inclui apenas os habitantes nativos de Banato que foram vítimas da ocupação do Eixo. Civis que foram trazidos de outras partes da Iugoslávia ocupada e mortos em Banato pelas forças alemãs não são contados nesta lista. 